# Топілля
Топі́лля — село в Україні, у  Підлозцівській сільській громаді Дубенського району Рівненської області. Населення становить 417 осіб.

## Географія
Село розташоане на лівому березі річки Стир.

## Історія
У 1906 році село Ярославицької волості Дубенського повіту Волинської губернії. Відстань від повітового міста 33 верст, від волості 13. Дворів 43, мешканців 292.
7 (20) листопада 1917 року, відповідно до Третього Універсалу Української Центральної Ради, увійшло до складу Української Народної Республіки.
12 червня 2020 року, відповідно до розпорядження Кабінету Міністрів України № 722-р від «Про визначення адміністративних центрів та затвердження територій територіальних громад Рівненської області», увійшло до складу Підлозцівської сільської громади.
19 липня 2020 року, в результаті адміністративно-територіальної реформи та ліквідації Млинівського району, село увійшло до складу Дубенського району.